# Четвёртое измерение (фильм)
«Четвёртое измерение» (англ. The Fourth Dimension) — совместный проект компаний VICE Films (от журнала «Vice») и Grolsch Film Works (от пивной компании «Grolsch»): киноальманах, состоящий из трёх киноновелл, объединённых темой четвёртого измерения. В создании киноальманаха приняли участие три режиссёра из трёх стран: американец Хармони Корин, россиянин Алексей Федорченко и поляк Ян Квечински.
Киноальманах «Четвёртое измерение» участвовал в кинофестивале Трайбека в Нью-Йорке и кинофестивале в Сан-Франциско. Фильм участвовал в программе «Перспективы» 34-го Московского международного кинофестиваля. Новелла «Хроноглаз» отмечена специальным дипломом жюри на фестивале «Виват кино России!».

## Сюжет и съёмки

### Условия съёмок
По замыслу продюсера проекта Эдди Моретти, каждая новелла должна была изобразить героев, живущих в нереальных мирах. Помимо, этого авторам выдвигались следующие причудливые требования:
- в кадре непременно должно появляться небо;
- главный персонаж должен быть маргиналом;
- у персонажа должно не хватать зубов;
- по ходу действия персонаж должен оказаться героем, чего от него никак не ожидается;
- кто-то из персонажей должен произнести фразу «Я уверен, что ты выживешь»;
- одними из персонажей должны стать бродячие собаки;
- должен присутствовать человек в ботинках для степа;

и ещё много условий.

### Режиссёры и эпизоды

#### 1. Хроноглаз
По словам режиссёра Алексея Федорченко, «концепция была предложена очень необычная, хулиганская, интересная. В ней что-то около сорока пунктов, очень весёлых, они меня увлекли». Сценарий написан режиссёром на основе собственного рассказа «Машинка времени». Это фантастическая история про учёного Григория (актёр Игорь Сергеев), который построил машину времени, и мечтает умчаться в свои счастливые дни из прошлого. Но для этого ему нужно установить на телебашне антенну от машины времени и преодолеть непонимание со стороны близких. На протяжении всего фильма главного героя мучает выбор между несколькими измерениями: временем, свободой и любовью.
В фильме также снимались Дарья Екамасова и Яна Троянова (но кадры с участием Трояновой не вошли в финальную версию фильма). Оператор — Шандор Беркеши.
В фильме звучит песня «Демоны» группы «Смысловые галлюцинации». Вышел клип на эту песню с кадрами из фильма «Хроноглаз». 

«Когда мы получили от Алексея Федорченко предложение поработать над саундтреком к фильму „Хроноглаз“, не было и тени сомнения, что нужно за это браться. Когда я отсматривал черновой материал, как-то самой картинкой навеяло: я вдруг понял, что наша песня „Демоны“ отлично ложится в сюжет и в настроение фильма. Я начал подставлять песню в разные эпизоды и скоро понял, что линия главного героя, если её выдернуть из контекста фильма, становится самостоятельным сюжетом, который вполне отражает смысл наших „Демонов“. Получается странного вида герой, который совершает, на первый взгляд, какие-то непонятные манипуляции. Но в результате его действий вдруг расчищаются небеса, мир становится ярче и всё меняется к лучшему. Даже на угрюмом лице героя появляется неожиданная улыбка. Герой сам, тихонько, никого не привлекая, спас мир и, довольный результатом, остался в тени, плотно задёрнув шторы в своём убежище».

#### 2. Lotus Community Workshop
В фильме Хармони Корина, Вэл Килмер играет активиста вымышленного «Общества Лотоса» из Нэшвилла по имени Гектор.

#### 3. Fawns
Ян Квечински (род. 1985) — выпускник киношколы Анджея Вайды (Ян работал ассистентом на фильме мастера «Катынь») и Лондонской киношколы. Снял несколько короткометражек, отмеченных призами на кинофестивалях.